# PQ12船団
PQ12船団は、第二次世界大戦中に運航されたソビエト連邦への支援物資を運ぶ連合国の船団の一つ。同時にソ連から戻るQP8船団も運航された。この船団を攻撃するためにドイツ海軍の戦艦「ティルピッツ」と駆逐艦3隻が出撃したが、船団からはぐれた船を1隻沈めたのみであった。
1942年3月1日、16隻の船で構成されるPQ12船団がアイスランドを、15隻の船で構成されるQP8船団がコラ湾を出発した。
3月5日にPQ12船団はドイツ軍機に発見され、3月6日11時に戦艦ティルピッツは駆逐艦「ヘルマン・シェーマン」、「フリードリヒ・イーン」、パウル・ヤコビ、「Z25」、水雷艇T5、T12を伴い、オットー・チリアクス中将に率いられてトロンハイムから出撃した。この内、パウル・ヤコビ、T5、T12の3隻は3月6日夕方にティルピッツと別れ、トロンハイムへ戻った。ドイツ艦隊の出撃はトロンハイム沖で哨戒中の潜水艦「シーウルフ」に発見された。この時、洋上には船団支援のためにイギリス本国艦隊の戦艦「キング・ジョージ5世」、「デューク・オブ・ヨーク」、巡洋戦艦「レナウン」、空母「ヴィクトリアス」、重巡洋艦「ベリック」とその護衛の駆逐艦12隻がいた。
ティルピッツと3隻の駆逐艦はトロムソと同緯度の場所まで北上していたが悪天候のためもあって敵船団の情報は何も得られずにいた。チリアクスは駆逐艦を分離してティルピッツの右側の捜索に当たらせた。そのうちの1隻「フリードリヒ・イーン」はQP8船団の落伍船「イヨーラ」を発見し沈めた。3月7日17時30分頃には駆逐艦は「ティルピッツ」と合流した。「ティルピッツ」から駆逐艦への燃料補給が悪天候のために行えず、燃料が乏しくなった「フリードリヒ・イーン」がトロムソへ向かった。3隻は東へ向かったが、3月8日4時には残りの駆逐艦2隻もトロムソへ向かい、「ティルピッツ」は単独で東へ向かった。
一方、本国艦隊を率いるジョン・トーヴィー提督も「ティルピッツ」を捜索したが悪天候のために偵察機が飛ばせず「ティルピッツ」を発見できずにいた。3月7日遅くには駆逐艦6隻を分派し、東のほうへ捜索に向かわせた。この時点で本国艦隊は「ティルピッツ」南東のほうにいた。
二つの船団は3月7日正午にすれ違った。3月8日午後にはPQ12船団はベア島に近づいていたが、氷に阻まれて針路を南寄りに変えていた。3月8日7時にティルピッツは北へ針路を変え、10時45分には西南西へ向かった。「ティルピッツ」とPQ12船団はかなり接近することになった。また本国艦隊はかなりはなれた場所にいて船団を守ることは出来ない状態にあった。だが、「ティルピッツ」は何も発見することが出来なかった。そのため18時にはチリアクスは敵船団捜索をあきらめヴェストフィヨルドへ向かった。
本国艦隊は3月8日は南西の方向に向かっていた。なお、駆逐艦は燃料不足のため帰還していた。3月8日18時20分、「ティルピッツ」が北のほうにいるとの情報を得た本国艦隊は反転した。続いて「ティルピッツ」が南へ向かっていると知り、3月9日2時40分には針路を東南東へ変えた。
3月9日6時40分、「ヴィクトリアス」からアルバコア6機が発進し偵察に向かった。数十分後には12機のアルバコアが魚雷を搭載して発進した。8時2分、偵察に向かったアルバコアの内の1機が「ティルピッツ」を発見した。8時42分、攻撃部隊は「ティルピッツ」を発見した。この時、燃料補給を終えた「フリードリヒ・イーン」が「ティルピッツ」に合流していた。アルバコアの雷撃はすべて回避され、2機が撃墜された。
3月9日午後、本国艦隊は3機のドイツ軍機による攻撃を受けたが損害は無く、スカパ・フローに帰還した。
「ティルピッツ」はロフォーテン諸島の狭い海峡を通過してヴェストフィヨルドに入り、ナルヴィクの近くに投錨した。3月12日夜に「ティルピッツ」は出航し、3月13日にトロンハイムに帰投した。
PQ12船団は3月12日にムルマンスクに到着した。